# Minami-Furano

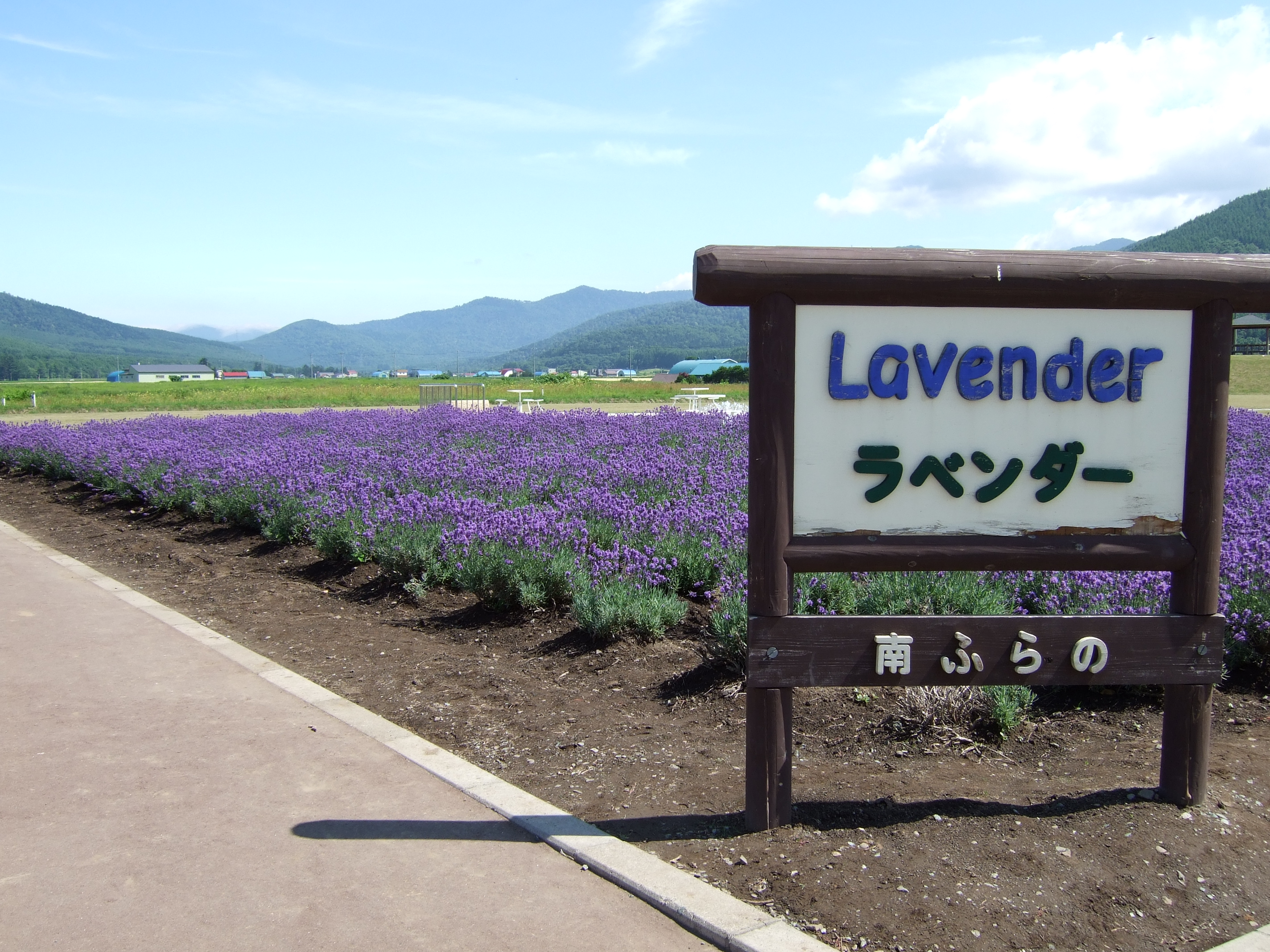
Camp d'espígol a Minami-Furano

Minami-Furano (南富良野町, Minami-Furano-chō), sovint romanitzat com a Minamifurano, és una vila i municipi de la subprefectura de Kamikawa, a Hokkaido, Japó i pertanyent al districte de Sorachi. El nom de la vila es pot traduir al català com a "Furano del sud" o "Furano-sud", en referència al municipi al qual pertanyia abans.

## Geografia
La vila de Minami-Furano es troba localitzada a la part meridional de la subprefectura de Kamikawa, al centre geogràfic de Hokkaido. El terme municipal de Minami-Furano limita amb els de la ciutat de Furano i la vila de Kami-Furano al nord; amb les viles de Shintoku i Shimizu, totes dues al districte de Kamikawa de la subprefectura de Tokachi a l'est; cap al sud limita amb el poble de Shimukappu (districte de Yūfustu) i la vila de Hidaka, a la subprefectura de Hidaka; finalment, cap a l'oest, amb les ciutats de Yūbari i Ashibetsu, ambdues pertanyents a la veïna subprefectura de Sorachi.

## Història
Es sap que, al menys des del període Jōmon, la zona ha estat habitada pels ainus. L'any 1869, amb l'establiment de l'Oficina de Colonització de Hokkaidō, la zona es assignada al districte de Sorachi de la província d'Ishikari. És l'1 d'abril de 1919 quan es crea oficialment el poble de Minami-Furano. No seria fins l'1 d'abril de 1967 quan Minami-Furano assolirà la seua categoria actual de vila. L'any 1999 es va enregistrar a la vila i en concret a l'estació d'Ikutora la pel·lícula Poppoya, protagonitzada per Ken Takakura i Ryōko Hirosue.

## Administració

### Alcaldes
Els alcaldes de Minami-Furano són els següents. S'inclouen els alcaldes del llogaret i del poble abans de la declaració de vila:
- Masaru Hanasato (1908-1908)
- Gentarō Morohashi (1908-1909)
- Hiroshi Hara (1909-1909)
- Zenjūrō Ōta (1909-1911)
- Tomoryō Takei (1911-1913)
- Naokichi Miura (1913-1916)
- Masatetsu Takahama (1916-1919)
- Kiyoji Imamura (1919-1923)
- Mamoru Mokuzō (1923-1928)
- Urakichi Asanome (1928-1929)
- Hideki Ōshima (1929-1932)
- Juzō Murakami (1932-1934)
- Gentarō Murase (1934-1935)
- Sukechi Tanno (1935-1938)
- Mamoru Mokuzō (1938-1940)
- Yukio Sasaki (1940-1942)
- Tetsurō Kurokawa (1942-1945)
- Kasaku Taneichi (1945-1947)
- Juzō Murakami (1947-1956)
- Yoshio Nitta (1956-1972)
- Daisuke Tatedai (1972-2000)
- Akira Ikebe (2000-present)

## Demografia
| 1920  | 1930  | 1940  | 1950  | 1960   | 1970  | 1980  |
| ----- | ----- | ----- | ----- | ------ | ----- | ----- |
| 6.445 | 5.596 | 6.439 | 8.922 | 10.090 | 6.868 | 4.530 |
| 1990  | 2000  | 2010  | 2020  | 2030   | 2040  | 2050  |
| 3.650 | 3.236 | 2.814 | 2.385 | -      | -     | -     |

## Transport

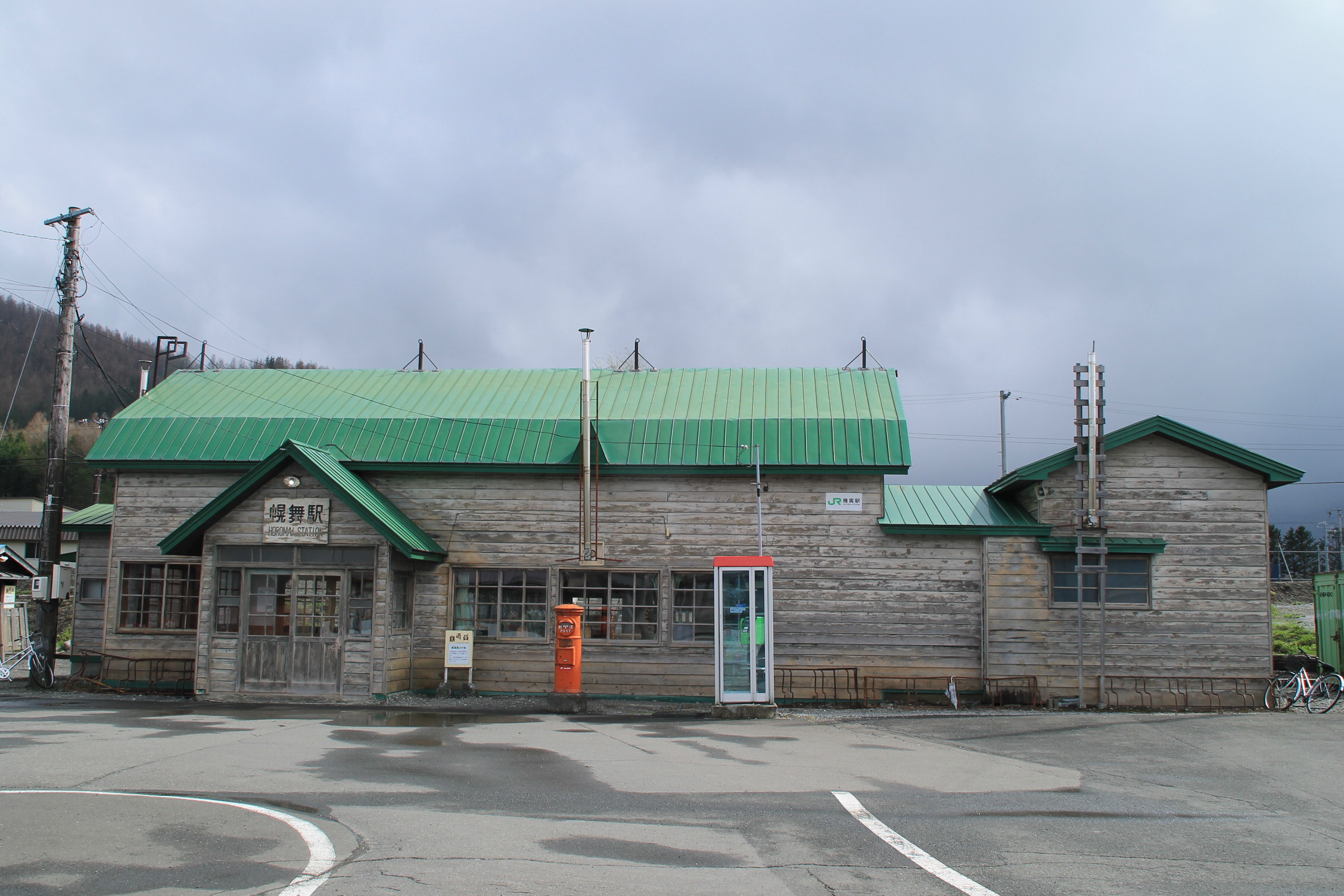
Estació d'Ikutora

### Ferrocarril
- Companyia de Ferrocarrils de Hokkaido (JR Hokkaido)
  - Shimo-Kanayama - Kanayama - Higashi-Shikagoe - Ikutora - Ochiai

### Carretera
- Nacional 38 - Nacional 237
- Prefectural 136 - Prefectural 465 - Prefectural 1030 - Prefectural 1117

## Agermanaments
- Motobu, prefectura d'Okinawa, Japó.[3] (juliol de 1996)